# 마치키타촌
마치키타촌(町北村)은 후쿠시마현에 일찍이 존재했던 촌이다. 기타아이즈군에 속했으며 현재의 아이즈와카마쓰시에 해당한다.

## 역사
- 1889년 4월 1일 - 정촌제가 시행되어 10촌이 합병해 에이와촌이 되었다.
- 1903년 6월 3일 - 에이와촌이 분립해 마치키타촌이 성립하였다.
- 1903년 6월 3일 - 에이와촌이 분립해 마치키타촌이 성립하였다. 에이와촌의 일부는 고야촌이 되었다.
- 1951년 4월 1일 - 전역이 와카마쓰시에 편입해, 소멸하였다.

## 현재

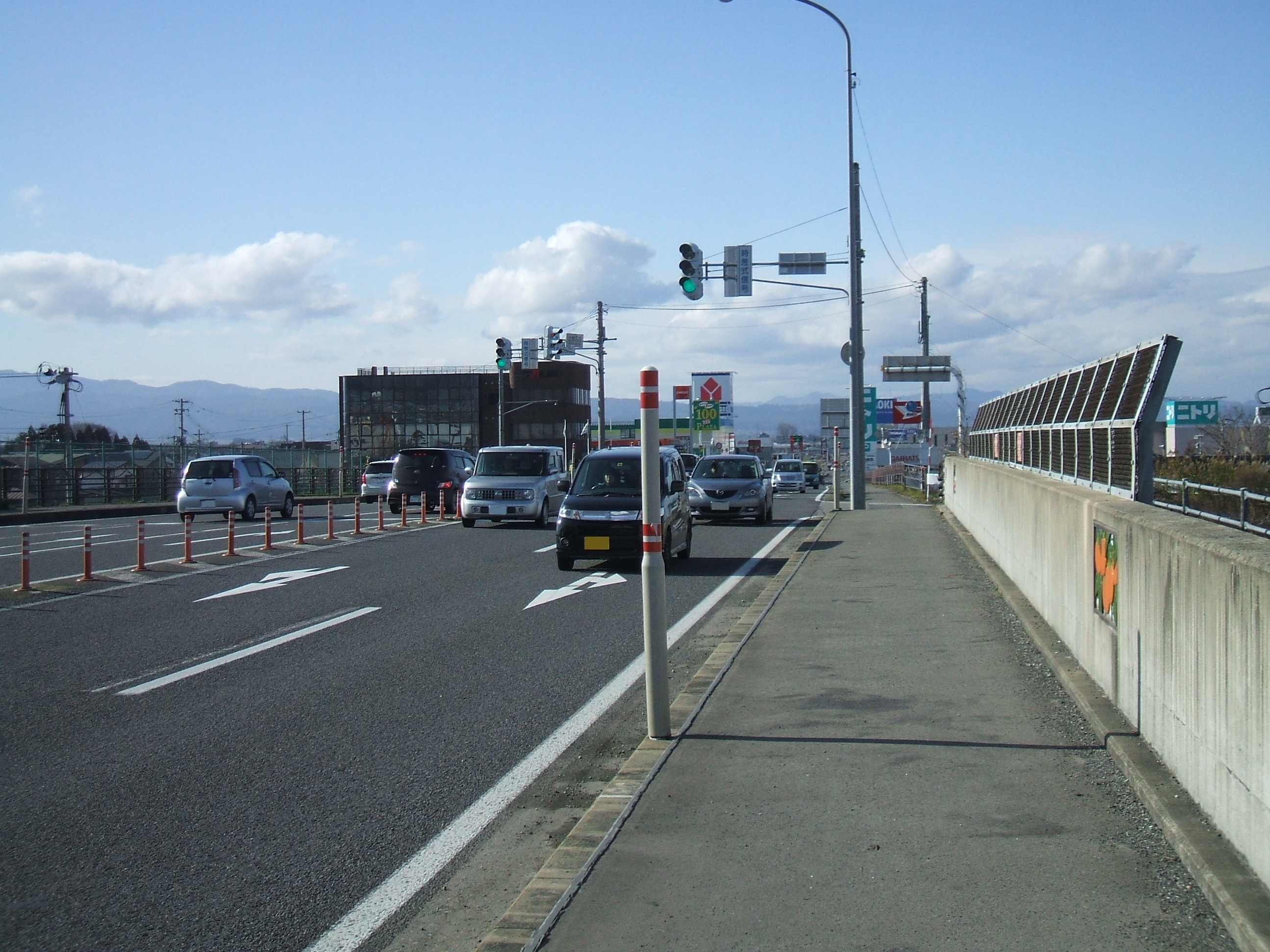
아이즈와카마쓰시 마치키타마치 가미아라쿠다 부근, 국도 49호선을 따라 상업시설이 늘어서 있다.

현재의 아이즈와카마츠시 북부에 해당해 상업지, 주택지, 논등이 펼쳐진다.
이 지역을 국도 49호(에치고 가도), 국도 121호(요네자와 가도) 등 지역 간선도로가 이 지역을 경유하고 있으며, 연선 일부에는 음식점, 가전제품 판매점 등 상업시설이 들어서 있다. 이 중 국도 49호선은 1967년 타키자와 바이패스로 개통된 구간을 포함하며, 이 바이패스 구간은 편도 2차선(상하행선 총 4차선)으로 정비되어 있다. 동일본 여객철도 반에쓰니시선도 경유하고 있지만, 이 지역에는 역이 없다. 동선은 아이즈와카마쓰역에서 스위치백을 하는데, 동쪽 끝의 아이즈와카마쓰시 이치미노정(一箕町)과의 경계 부근에서 고리야마역 방면 선로와 신쓰역 방면 선로가 나뉘어져 있다. 또한, 반에츠 자동차도로가 경유하고 있으며, 이 지구 내에 아이즈와카마쓰 인터체인지가 있다. 이 인터체인지 부근은 아이즈 아피오로 상업지역으로 되어 있지만, 주소는 마치키타초가 아닌 '인터서쪽'으로 되어 있다.

### 자연
- 혼카와
- 유카와 구 유카와

### 사적・신사・사찰 등
- 스가와라 신사
- 텐자 신사 * 텐자 신사
- 로쿠야마 신사 * 기노와타 신사 * 기노와타 신사
- 오니와테 신사 * 오니와테 신사
- 야마토메 신사 * 야마토메 신사 * 아라하바키 신사
- 아라하바키 신사 * 아라하바키 신사 * 니시코우지 신사
- 사이코지 절 (아이즈와카마쓰시) 사이코지 절
- 고쿠세이지 절 * 야쿠시지 절 (薬師寺)
- 야쿠시지 절 * 밀조인 (密造院) * 야쿠시지 (薬師寺)
- 密造院

## 교통

### 도로
- 반에쓰 자동차도
- 국도 49호선
- 국도 121호선
- 후쿠시마현 도로 69호 키타야마 아이즈와카마쓰선
- 후쿠시마 현도 326호 하마사키 고야 아이즈와카마쓰선

## 주요 지구
주요 지구의 현황을 설명한다. 단, 구 마치키타무라 지역의 일부는 주거지 표시의 실시로 "石堂町" 등의 마을 이름으로 되어 있다.

### 시초
마치키타정 북부의 지구. 반에쓰 자동차도 아이즈와카마쓰 인터체인지가 있다. 단, 앞서 언급했듯이 인터체인지 서쪽의 상업지인 아이즈 아피오에 대해서는 주거지 표시상 '인터서쪽'으로 되어 있어 포함되지 않는다. 앞서 언급한 반에츠 자동차도 외에 남쪽으로는 국도 49호, 서쪽으로는 국도 121호, 동쪽으로는 아이즈와카마쓰역 방면에서 온 아이즈와카마쓰시도, 반에츠니시선이 지나고 있다. 지구 내에는 논 외에도 일부에는 주택지가 펼쳐져 있다. 대지 내에는 시모아라쿠타, 야시키, 나카노아키 등의 취락이 있다.

### 가미아라쿠다
마치키타정 북동부의 지구. 국도 49호, 후쿠시마현도 69호 기타산 아이즈와카마쓰선 등의 간선도로 외에 반에쓰니시선이 지구의 동부를 통과한다. 지구 북부를 동서로 가로지르는 국도변에는 레스토랑, 가전제품 판매점 등 상업시설이 밀집해 있다. 그 외 지구 내에는 주택지와 논밭 등이 펼쳐져 있다. 대지 내에는 가미아라쿠타, 스즈키 등의 취락, 주택지가 있다.

### 이시도
마치키타정 동부의 지구. 아이즈와카마쓰역 서쪽에 위치하고 있지만, 현재는 역 서쪽은 주거 표시상 "石堂町"로 되어 있기 때문에 주소상으로는 그보다 더 서쪽에 있는 일부 지역만을 가리킨다. 해당 지역 내에는 논 등이 펼쳐져 있다.

### 후지무로
마치키타정 서부의 지구. 국도 49호선이 지구의 북쪽을 통과하고, 후쿠시마현도 326호 하마사키 고야 아이즈와카마쓰선이 지구의 서쪽을 통과한다. 논, 마을 등이 펼쳐져 있으며, 국도변 일부에는 가전제품 판매점 등의 상업시설이 있다. 지구 내에는 후지무로, 다마 등의 취락이 있다.

### 나카자와
마치키타정 북서부의 지구. 국도 49호선이 지구의 남쪽을 통과한다. 또한, 구 유카와 강이 지구를 흐르고 있다. 지구의 서쪽(나카자와 서지구)에는 나카자와 교차로가 있으며, 국도 252호와 국도 49호(와카마쓰 바이패스 구간), 그리고 시도가 교차하는 지점이다. 지구 내에는 논, 마을 등이 펼쳐져 있다. 또한 지구의 북쪽에는 나카지 지구가 있다. 본 지구와 나카지 지구 내에는 히라자와, 나카지 등의 취락이 있다.

## 참고문헌
- 『会津若松史』「第7巻 大正・昭和の会津」1967年、会津若松市
- 『会津若松史』「第12巻 史料便覧編」1967年、会津若松市

1. ↑  ref name="주거지 표시">아이즈와카마쓰시 주거지 표시 정비 사업 기본 계획 기본계획